# Eremogarypus eximius
Eremogarypus eximius är en spindeldjursart som beskrevs av Beier 1973. Eremogarypus eximius ingår i släktet Eremogarypus och familjen gammelekklokrypare. Inga underarter finns listade i Catalogue of Life.